# 北京電影學院性侵事件
2017年5月，北京電影學院校友“阿廖沙”在微博发文表示，在学期间受到班主任朱炯父亲朱正明性侵害，並在維權時遭朱炯和北電官方打壓。事件在微博引发關注，後演變為涉及北電多名教師經濟問題和生活作風問題的風波。

## 事件經過

### 「阿廖沙」指控
2017年5月10日凌晨2点58分，新浪微博實名認證為「暢毅文化藝人事業部總經理」的「宋澤塵Leslie_AM」帳號代好友「阿廖沙」（取自俄國作家高爾基小說中的人物化名）發文。「阿廖沙」稱在北京電影學院就讀期間，遭遇班主任朱炯（贾樟柯前妻）的父亲朱正明性侵，因公開提過此事，在大學生活裡受到了包括班主任在內的「學校老師」排擠打壓，最終以「結業」而非「畢業」的身分告別大學。隨後，微博账号「高级仙女复古摇」于凌晨3点46分透露自己即為「阿廖沙」，表示微博暂时不回应、不解释，并表示性侵后续请联系宋泽尘。
北京电影学院當日首先反駁「阿廖沙」，称：“该生自中学起就有抑郁症，大学时也曾因抑郁症自杀洗胃，不排除有其他相关症状，本次经院系两级调查，不存在该生所说情况，特此辟谣。”後迅速删除。同日下午，北电微博再度发文表示：“学校现正组织相关部门对此事展开认真调查，将会以高度负责的态度依法依规做好调查工作，调查结果将在第一时间通过学校官方微博和校园网进行发布。”

### “北电摄院11级毕业生”W指控
5月12日晚，微博帳號“北电摄院11级毕业生”自称是「阿廖沙」同级学生的W姓女生，發文表示阿廖沙所说屬實。W同学表示，“不只阿廖沙，包括我在内都受到过以宋靖，吴毅，朱正明为首的教授们的侵害。”她指责这些教授公报私仇，以扣押毕业证或挂科为由敲诈学生，自己被摄院老师吴毅先是要价20万“活动”，后又出尔反尔，最后跟阿廖沙一样只拿到了结业证，导致自己罹患精神疾病，极度痛苦。W還披露北京电影学院不仅存在朱正明性侵、朱正明的小三崔畅，還存在更多的不正当男女关系和腐败情况。W报上了自己的电话，称自己必要时可以实名站出来证明教授的迫害。
5月13日，W身份遭到阿廖沙同学魏艾迪质疑，她声称这个账号将不是在同一个人身上发生的事情拼凑起来，披着马甲假冒他人，有趁着阿廖沙事件的热度博取大家同情的嫌疑，电话也是空号，呼籲大家不要跟风相信W所言。

### 北電图片摄影专业集體聲明
5月13日，「阿廖沙」同班同學發布题为《关于北京电影学院性侵事件的班级集体声明》，署名为“北京电影学院摄影学院2011级图片摄影本科班”的文章，曝光了阿廖沙的正面照片，提到“2011年9月我们入学的时候，刚复学的阿廖沙同学就加入了我们这个班集体。在随后的生活中，性格开朗的她与我们班同学私交都很好。私下里她曾经零散地和部分同学提起过‘性侵’这件事，由于我们对真实情况不了解，也不便过多评论，希望法制还大家一个真相。”这篇文章还说道：“我们唯一能做到的就是告诉大家，我们的班主任没有做错。她的父亲涉事与否，在法制社会里，要交给司法机关来决断。”北影2011级图片摄影专业学生魏艾迪对外表示，阿廖沙正在跟剧组当编剧，特别忙，没空关心也不想再状告朱正明。魏艾迪表示阿廖沙只有在喝多了的时候才会谈及性侵一事，但每次说得都不太一样。“阿廖沙的抑郁症没法治愈，有刺激还会病发。她病得比较严重，几次入院治疗，甚至有精神分裂的症状。”

### 朱炯回應
5月17日，「一个有点理想的记者」 （“理记”）在微博发表《北京电影学院深陷“性侵门”，对话朱炯副教授及各方当事人》一文，采访了朱炯本人，质疑阿廖沙指控的真實性。该文遭到W猛烈抨击，她在微博上发文分析了这篇报道，认为該記者是朱炯请的公关。5月25日，朱炯及其父亲朱正明发出律师声明，否認宋澤塵微博指控。另外，朱炯在採訪中承認阿廖沙去过其父親朱正明家，但經她询问朱正明，他表示没有性侵。

### 「北電侯亮平」指控
6月5日，註冊名稱為「北電侯亮平」的用戶，自稱為「北京电影学院在校学生、阿廖沙师弟」，表示能夠證實「阿廖沙」的指控屬實，並「實名舉報」北電教授存在經濟和生活作風問題。其中，宋靖教授常年受賄，资产过亿，包养表演系男生；吴毅教授多次骚扰女学生；曹某、赵某等教授也存在作风问题。
北京电影学院6月9日发表公告，称学校“对此高度重视”，已经交由相关部门依法调查处理，但無法從「北電侯亮平」在微博留下的电话号码取得联系。9日晚，「北电侯亮平」发布第一批教授貪污受賄证据。6月10日下午，「北電侯亮平」發布證據的微博评论和转发被关闭，显示为0。10日晚，北京市蓝鹏律师事务所张起淮律师发文称已接受宋靖委托，代為否認“宋泽尘Leslie_AM”、“北电摄院11级毕业生”、“北电侯亮平”等網民的指控，並稱“北电侯亮平”的匿名網絡舉報不符合「實名舉報」構成要件。6月11日，央視報道「北電侯亮平」。同日，「北電侯亮平」微博帳號被封。6月12日起，魏艾迪指「北电侯亮平」撒谎，连发数条微博指控他的爆料不真实，认为他与之前的“W”是同一人，屬于为了泄私愤而蹭热点胡乱举报，指责他消费大家的情感。

## 外部連結
- 网络举报北京电影学院副校长孙立军：https://weibo.com/7020985202/profile?topnav=1&wvr=6&is_all=1 https://web.archive.org/web/20190306111417/http://bbs.tianya.cn/post-funinfo-7877493-1.shtml